# 1692

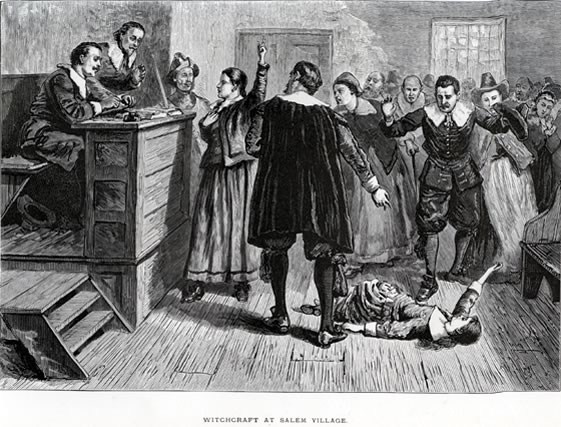
Ilustração de William A. Crafts em 1876 da sala de audiências onde decorreu o julgamento das Bruxas de Salém, na cidade de Salem, no estado de Massachusetts.

- Wikisource

| Calendário gregoriano                                                        | 1692 MDCXCII                         |
| Ab urbe condita                                                              | 2445                                 |
| Calendário arménio                                                           | 1141 – 1142                          |
| Calendário bahá'í                                                            | -152 – -151                          |
| Calendário budista                                                           | 2236                                 |
| Calendário chinês                                                            | 4388 – 4389 Início a 17 de fevereiro |
| Calendário copta                                                             | 1408 – 1409                          |
| Calendário etíope                                                            | 1684 – 1685                          |
| Calendários hindus - Vikram Samvat - Calendário nacional indiano - Cáli Iuga | 1747 – 1748 1613 – 1614 4792 – 4793  |
| Calendário Holoceno                                                          | 11692                                |
| Calendário islâmico                                                          | 1103 – 1104                          |
| Calendário judaico                                                           | 5452 – 5453                          |
| Calendário persa                                                             | 1070 – 1071                          |
| Calendário rúnico                                                            | 1942                                 |
| Calendário solar tailandês                                                   | 2235                                 |

1692 (MDCXCII, na numeração romana) foi um ano bissexto do século XVII do actual Calendário Gregoriano, da Era de Cristo, e as suas letras dominicais foram  F e E (52 semanas), teve início a uma terça-feira e terminou a uma quarta-feira.
| Ano completo                          |
| ------------------------------------- |
| Ano bissexto com início à terça-feira |

## Eventos
- Decorrem os julgamentos do caso das Bruxas de Salém.
- Arrematação por Francisco Lopes Beirão, por 3 anos, do dízimo das miunças e ervagens da ilha de São Jorge, pela quantia de 415$000 réis. Este facto deu origem em 1694 a Revolta dos inhames.
- Destruição da capital da Jamaica, Port Royal, por um terremoto e um tsunami em 7 de julho.

## Nascimentos
- 7 de janeiro – Francisco Mendo Trigoso, bispo de Viseu (m. 1778).

- 8 de Abril – Giuseppe Tartini, compositor, violinista e pedagogo italiano (m. 1770).
- 28 de Outubro – José Fernando da Baviera, Príncipe das Astúrias (m. 1699).
- José Pereira de Brito e Castro, militar português (m. 1753).

## Por tema
- 1692 na ciência